# Loludden
Loludden är en halvö i Finland.   Den ligger i landskapet Egentliga Finland, i den sydvästra delen av landet, 180 km väster om huvudstaden Helsingfors. Loludden ligger på ön Maskinnamo.